# Eudes de Montreuil
Pour les articles homonymes, voir Eudes.
Eudes de Montreuil est un maître d'œuvre, sculpteur et ingénieur militaire français. Il serait mort en 1289. Il était le frère ou le fils de l'architecte Pierre de Montreuil.
Il a édifié, sous le règne de Saint Louis de nombreux bâtiments à Paris, principalement des églises : la chapelle de l'Hôtel-Dieu, l'église des Chartreux, l'église des Blancs-Manteaux, l'église des Cordeliers de Paris, l'église des Mathurins, l'église de Sainte-Catherine, l'Hospice des Quinze-Vingts. On lui attribue le portail principal de l'église de Mantes-la-Ville (Yvelines).
Il a sculpté son propre tombeau : un bas-relief le représentant tenant une équerre et entouré de ses deux femmes. Ce tombeau a disparu dans l'incendie de l'église des Cordeliers de Paris le 15 novembre 1580.